# Anisus carinea
Anisus carinea е вид коремоного от семейство Planorbidae.

## Разпространение
Видът е разпространен в eвропейската част на Русия.